# Matin à Villeneuve
 (juillet 2021).
La mise en forme du texte ne suit pas les recommandations de Wikipédia : il faut le « wikifier ».
Les points d'amélioration suivants sont les cas les plus fréquents :
- Les titres sont pré-formatés par le logiciel. Ils ne sont ni en capitales, ni en gras.
- Le texte ne doit pas être écrit en capitales (les noms de famille non plus), ni en gras, ni en italique, ni en « petit »…
- Le gras n'est utilisé que pour surligner le titre de l'article dans l'introduction, une seule fois.
- L'italique est rarement utilisé : mots en langue étrangère, titres d'œuvres, noms de bateaux, etc.
- Les citations ne sont pas en italique mais en corps de texte normal. Elles sont entourées par des guillemets français : « et ».
- Les listes à puces sont à éviter, des paragraphes rédigés étant largement préférés. Les tableaux sont à réserver à la présentation de données structurées (résultats, etc.).
- Les appels de note de bas de page (petits chiffres en exposant, introduits par l'outil «  Source ») sont à placer entre la fin de phrase et le point final[comme ça].
- Les liens internes (vers d'autres articles de Wikipédia) sont à choisir avec parcimonie. Créez des liens vers des articles approfondissant le sujet. Les termes génériques sans rapport avec le sujet sont à éviter, ainsi que les répétitions de liens vers un même terme.
- Les liens externes sont à placer uniquement dans une section « Liens externes », à la fin de l'article. Ces liens sont à choisir avec parcimonie suivant les règles définies. Si un lien sert de source à l'article, son insertion dans le texte est à faire par les notes de bas de page.
- La présentation des références doit suivre les conventions bibliographiques. Il est recommandé d'utiliser les modèles {{Ouvrage}}, {{Chapitre}}, {{Article}}, {{Lien web}} et/ou {{Bibliographie}}. Le mode d'édition visuel peut mettre en forme automatiquement les références.
- Insérer une infobox (cadre d'informations à droite) n'est pas obligatoire pour parachever la mise en page.

Pour une aide détaillée, merci de consulter Aide:Wikification.
Si vous pensez que ces points ont été résolus, vous pouvez retirer ce bandeau et améliorer la mise en forme d'un autre article.
 (juillet 2021).
Si vous disposez d'ouvrages ou d'articles de référence ou si vous connaissez des sites web de qualité traitant du thème abordé ici, merci de compléter l'article en donnant les références utiles à sa vérifiabilité et en les liant à la section « Notes et références ».
Matin à Villeneuve, également connu sous le nom de Villeneuve-l'Étang, le matin et Du bord de l'eau, est un tableau créé vers 1905 dans la tradition réaliste avec une forte composante naturaliste par l'artiste français Henri Biva (1848-1929). Cette œuvre a été photographiée et reproduite sous forme de carte postale en noir et blanc publiée à l'occasion du Salon de 1906 à Paris.

## Description
Cette œuvre très détaillée représente une scène matinale dans le parc de Villeneuve-l'Étang, situé juste à l'extérieur de Paris, dans la banlieue ouest de Marnes-la-Coquette (Seine-et-Oise), en France. L'artiste a choisi une section calme du parc avec une vue orientée vers l'est. La verdure suggère que l'œuvre a été peinte en plein air au cours des mois de juillet ou d'août, et peut-être terminée quelque temps plus tard dans l'atelier parisien de Biva.
Cette œuvre artistique habilement contrôlée présente une palette dominante de vert, mélangée par l'artiste pour former divers tons, valeurs et teintes, contrastée uniquement par la lumière transparente du ciel matinal, partiellement visible à travers le délicat feuillage et rebondissant à la surface des eaux peu profondes.